# Chiesa di San Francesco all'Annunziata
La chiesa di San Francesco all'Annunziata, nota anche come chiesa dei Cappuccini, è una chiesa di Paternò, in provincia di Catania.

## Storia
L'edificio sorse nel 1884 sui resti di un'antica chiesetta dedicata alla Madonna dell'Annunziata risalente al XVII secolo, e nel 1902 fu donato ai padri cappuccini. 
Demolita nel 1977, venne ricostruita in stile contemporaneo  e consacrata nel 1989. Della struttura originaria oggi rimane soltanto il piccolo edificio adiacente al portale della chiesa.